# Andy Wilman

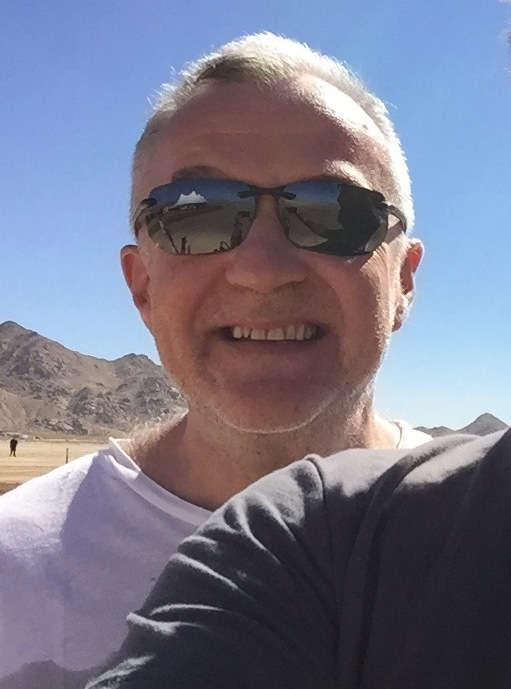
Andy Wilman (2016)

Andrew Neville "Andy" Wilman (geboren am 16. August 1962) ist ein britischer Fernsehproduzent. Bekannt wurde er als Executive Producer der Sendung Top Gear von 2000 (siehe Top-Gear-Ausgaben auf Youtube) bis 2015. Seit 2016 ist er Executive Producer von The Grand Tour.

## Leben und Wirken
Er war für den Aufbau der Sendung, den Humor nebst Jeremy Clarkson, sowie für die Erschaffung von The Stig verantwortlich. Zudem hat er früher einige Segmente der Sendung selbst präsentiert. Er besuchte wie Clarkson die Schule Repton in Derbyshire.
Nachdem das originale Format von Top Gear von BBC aufgehoben wurde, erschufen Wilman und der ehemalige Moderator Clarkson ein neues Format. 2006 gründete er gemeinsam mit Clarkson die Produktionsfirma Bedder 6, welche den Erfolg von Top Gear wesentlich beeinflusst hat. Entfernt von Top Gear hat Wilman lange mit Jeremy Clarkson zusammengearbeitet und etliche neue Fernsehprojekte entworfen. Im April 2015, einen Monat nach Jeremy Clarksons Ausstieg, kündigte Wilman seinen Vertrag bei BBC als Executive Producer der Sendung Top Gear. Seit 2016 ist Wilman der Executive Producer der Sendung The Grand Tour, welche mit Clarkson, James May und Richard Hammond über ihr Unternehmen „W. Chump & Sons“ produziert wird und auf Amazon Video für Amazon Prime Kunden ausgestrahlt wird.

## Werke

### Als Produzent
- Jeremy Clarkson's Motorworld (1995–1996)
- Jeremy Clarkson's Extreme Machines (1998)
- Speed (2001)
- Jeremy Clarkson Meets the Neighbours (2002)
- Top Gear (2002–2015)
- The Victoria Cross: For Valour (2003)
- Jeremy Clarkson: Greatest Raid of All Time (2007)
- Love the Beast (2009)
- The Grand Tour produziert von W. Chump and Sons (seit 2016)
- Clarkson’s Farm (seit 2021)

### Als Moderator
- Top Gear (erschienen in 35 Episoden, 1994–2001)

## Auszeichnungen
| Jahr | Auszeichnung          | Projekt  | Resultat  | Mitempfänger                     |
| ---- | --------------------- | -------- | --------- | -------------------------------- |
| 2005 | BAFTA TV Auszeichnung | Top Gear | Gewonnen  | Jeremy Clarkson, Gary Broadhurst |
| 2004 | BAFTA TV Auszeichnung | Top Gear | Nominiert | Gary Hunter, Jeremy Clarkson     |